# Epiglotitis
L' epiglotitis és una franca urgència mèdica, caracteritzada per una sobtada inflamació de les estructures de suport supraglòtiques, específicament l'epiglotis i els músculs aritenoides. La inflor d'aquestes estructures resulta en una obstrucció de les vies aèries superiors que posa en perill la vida del pacient, en general, nens. Igual que el crup viral i la traqueitis bacteriana, l'epiglotitis es presenta amb estridor sobtat precedit per febre, tiratge inspiratori i una característica salivació i baveig.
El diagnòstic és fonamentalment clínic, encara que radiografies de coll lateral poden ajudar a visualitzar l'obstrucció de la tràquea. El principal causant és un bacteri, el Haemophilus influenzae, encara que altres organismes poden veure's implicats en alguns casos, com ho són el Streptococcus pneumoniae, Neisseria meningitidis i els estafilococs. En la majoria dels casos, la intubació endotraqueal l'ha de fer immediatament un professional qualificat de la salut.

## Epidemiologia
La prevalença de l'epiglotitis varia d'una regió geogràfica a una altra. Un estudi a Suècia va demostrar una disminució important en la incidència d'aquesta infecció, de 21 per cada 100.000 pacients menors de 5 anys el 1987 fins a 0.9 el 1996. Austràlia va mostrar una taxa augmentada de casos adults en comparació de pacients pediàtrics, 84% vs 17% respectivament. Un estudi a Israel va demostrar un augment en la incidència d'epiglotitis per cada 100.000 adults, de 0,88 entre 1986 a 1990, 2,1 entre 1991-1995 i 3.1 des de 1996-2000. Als Estats Units la incidència va ser d'aproximadament 1,8 per cada 10 mil hospitalitzacions després del començament de l'ús de la vacuna el 1990.

## Causes
La causa més freqüent d'inflamació de l'epiglotis són els bacteris Haemophilus influenzae, encara que pot ser ocasionada per altres bacteris com el Streptococcus pneumoniae, Neisseria meningitidis i el Staphylococcus aureus i rarament per alguns virus com el Herpes simple i el virus de la parainfluenza. L'epiglotitis és una malaltia potencialment mortal, poc generalitzada, que es presenta en nens entre els 2 i els 6 anys, causant la inflamació de l'epiglotis (cartílag ubicat a la part posterior de la llengua), impedint que tanqui el conducte laringi durant la deglució. En adults passa molt poques vegades, i la seva incidència general ha disminuït gràcies a la vacuna anti-Haemophilus influenzae. L'epiglotitis causada per espècies de Candida són freqüents però gairebé exclusivament en pacients immunodeprimits.

## Patologia
La inspecció de l'epiglotis la mostra edematosa, eritematosa i de color vermell cirera, així com les zones circumdants, incloent els músculs aritenoideos i els plecs aritenoepiglóticos. Ocasionalment es veuen úlceres, abscessos i altres lesions supraglòtiques.

## Tractament
Els nens amb epiglotitis són hospitalitzats immediatament, en general sota les cures d'una Unitat de Cures Intensives on rebrà assistència ventilatòria, oxigen humit, teràpia intravenosa, incloent antibiòtics com la ceftriaxona, entre d'altres.